# Собаче життя (фільм, 1950)
«Собаче життя» («Vita da cani») — італійська комедійна кінодрама 1950 року, знята режисерами Маріо Монічеллі і Стено.

## Сюжет
Дія фільму відбувається в Італії в перші повоєнні роки. Ніно Мартоні є директором зубожілого театру-кабаре, в якому працюють три головні героїні фільму. У пошуках кращого життя Франка залишила свого нареченого, бо її не приваблювало життя з небагатим інженером Карло. Вера закохана в Маріо, сина багатого підприємця, але їх розділяє соціальна нерівність. Сам Ніно закоханий у свою найкращу артистку Маргеріту. Після злетів і падінь по-різному складається доля дівчат. Одна віддасть перевагу шлюбу з коханим перед кар'єрою, інша вийде заміж за розрахунком, тільки третій судилося стати зіркою…

## У ролях
- Альдо Фабріці: кавалер Ніно Мартоні
- Джина Лоллобриджида: Маргаріта, вона ж Ріта Бутон
- Делія Скала: Віра
- Тамара Ліс: Франка
- Ніта Довер: Люсі Астрід
- Марчелло Мастроянні: Карло Данезі, наречений Франки
- Джованні Баррелла: театральний імпресаріо
- Бруно Кореллі: Деде Морено
- Енцо Фурлаї: Ренато Борселлі, промисловець
- Енцо Маджо: Луїджі на прізвисько Джиджетто
- Мікеле Маласпіна: коммендаторе Кантеллі
- Паскуале Мізіано: вчитель
- Едуардо Пассареллі: Паскуале Пілоне, адміністратор
- Маріо Руссо: Маріо Кантеллі, наречений Віри
- Джубал Шембрі: епізод

## Знімальна група
- Режисер: Маріо Монічеллі, Стено
- Сценарій: Стено, Маріо Монічеллі, Серджо Амідеї, Альдо Фабріці, Фульвіо Пальм'єрі, Руджеро Маккарі, Вітторіо Ніно Новарезе
- Продюсери: Карло Понті, Клементе Фракассі
- Оператор: Маріо Бава
- Композитор: Альдо Фабрізі, Ніно Рота, Маріо Руччоне
- Художник: Флавіо Могеріні
- Монтаж: Маріо Бонотті
- Грим: Джузеппе Аннунціата